# Nicola Petrina
Nicola Pètrina (Randazzo, 13 novembre 1861 – Messina, 28 dicembre 1908) è stato un sindacalista e politico italiano.
È stato uno dei fondatori e leader nazionali del movimento di ispirazione socialista dei Fasci siciliani.

## Biografia
Insieme con l'anarchico Giovanni Noè, il 18 marzo 1889, istituì il primo Fascio dei lavoratori di Messina, nel mese di luglio successivo venne arrestato, restando in prigione fino al 1892.
Il 21 e 22 maggio 1893, a Palermo, partecipò al congresso dei Fasci siciliani, in questa occasione venne eletto nel Comitato centrale, assumendo altresì la direzione del Fascio dei lavoratori della Provincia di Messina. Aderì, quindi, al Partito dei Lavoratori Italiani (nome iniziale del Partito Socialista Italiano).
Nel luglio 1893 venne eletto consigliere comunale a Messina, nel corso del suo mandato scoprì e mise a nudo numerosi abusi che erano stati commessi nella città dello Stretto negli anni precedenti.
A seguito della repressione dei Fasci siciliani perpetrata dall'Esecutivo guidato da Francesco Crispi, il 4 gennaio 1894, Petrina viene arrestato e condannato a tre anni di reclusione. Pene ben più pesanti subirono gli altri capi dei Fasci siciliani quali Giuseppe de Felice Giuffrida (18 anni), Rosario Garibaldi Bosco, Nicola Barbato e Bernardino Verro  (12 anni di carcere). Tuttavia nel 1895, con un atto di amnistia, venne concessa la clemenza a tutti i condannati in seguito ai fatti dei fasci siciliani.
Nel corso della sua attività politico/sindacale, Pètrina fu sempre in stretto contatto con l'anarchico Amilcare Cipriani.
Nicola Pètrina morì vittima della catastrofe sismica che sconvolse Messina il 28 dicembre 1908, la sua salma venne recuperata solo l'11 gennaio 1909.